# يعقوب ريختر
يعقوب ريختر  (بالعبرية: יעקב רכטר‏) (14 يونيو 1924 - 26 فبراير 2001) مهندس معماري إسرائيلي. حصل على جائزة إسرائيل في العمارة في عام 1972.

## حياته
ولد يعقوب ريختر في 14 يونيو 1924 في تل أبيب  لأم هي باولا سينجر وأب هو المعماري زئيف ريختر. ونشأ في بيئة ثقافية، حيث كان منزل والده مثل مركز ثقافي في تل أبيب. ودرس الهندسة المعمارية في التخنيون - معهد إسرائيل للتكنولوجيا في حيفا. وفي عام 1952 انضم إلى مكتب والده للهندسة المعمارية.

## عائلته
تزوج مرتين من سارة شافير والممثلة هانا مارون. وهو أب لخمسة أطفال: الموسيقار والملحن يوني ريختر، والفيلسوفة أوفرا ريختر، والرسام ميشال لويت، والمهندس المعماري أمنون ريختر، والممثلة دافنا ريختر.

## مباني بارزة

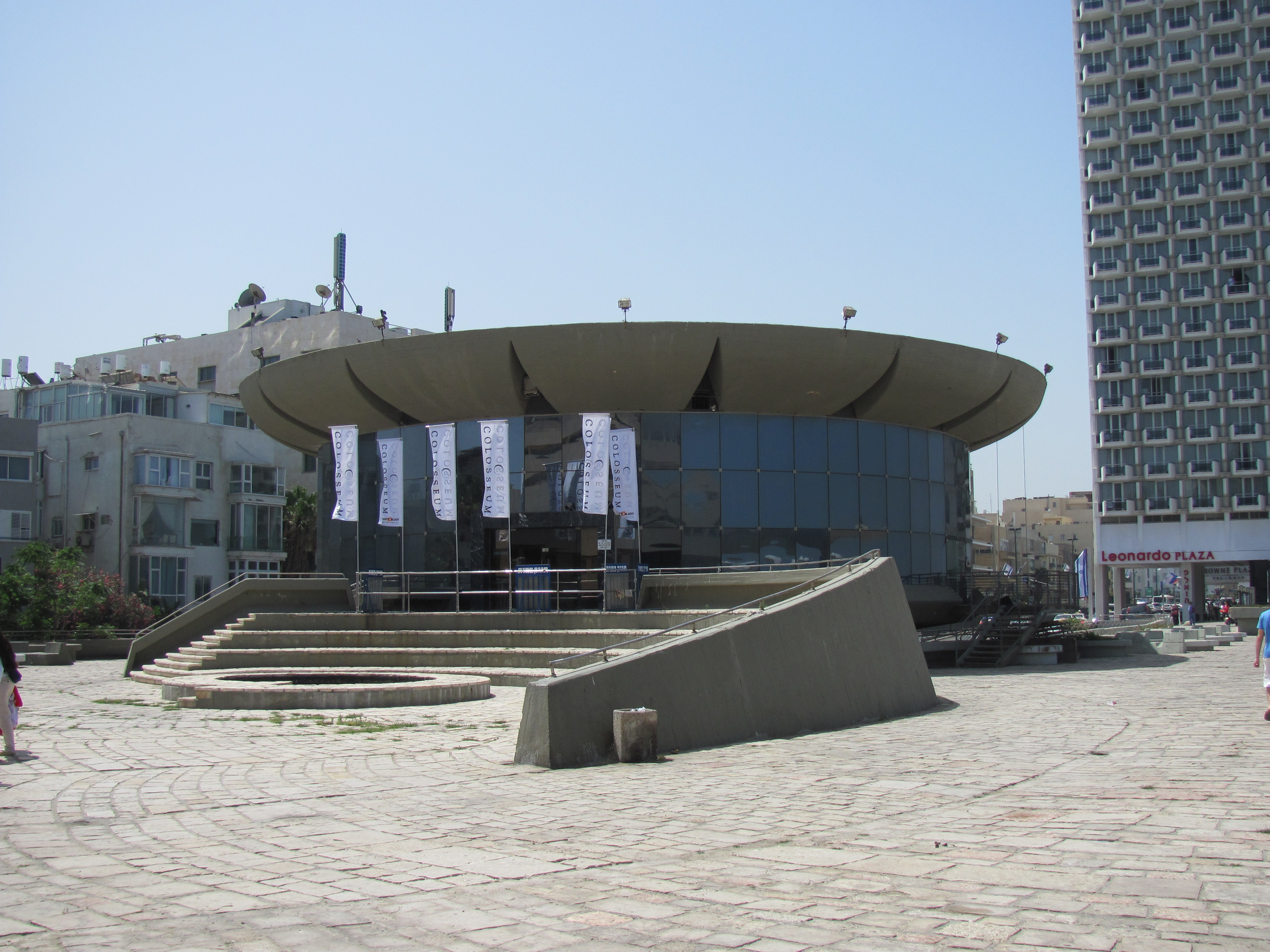
ميدان أتاريم في تل أبيب، صممه ريختر عام 1975

### مباني عامة

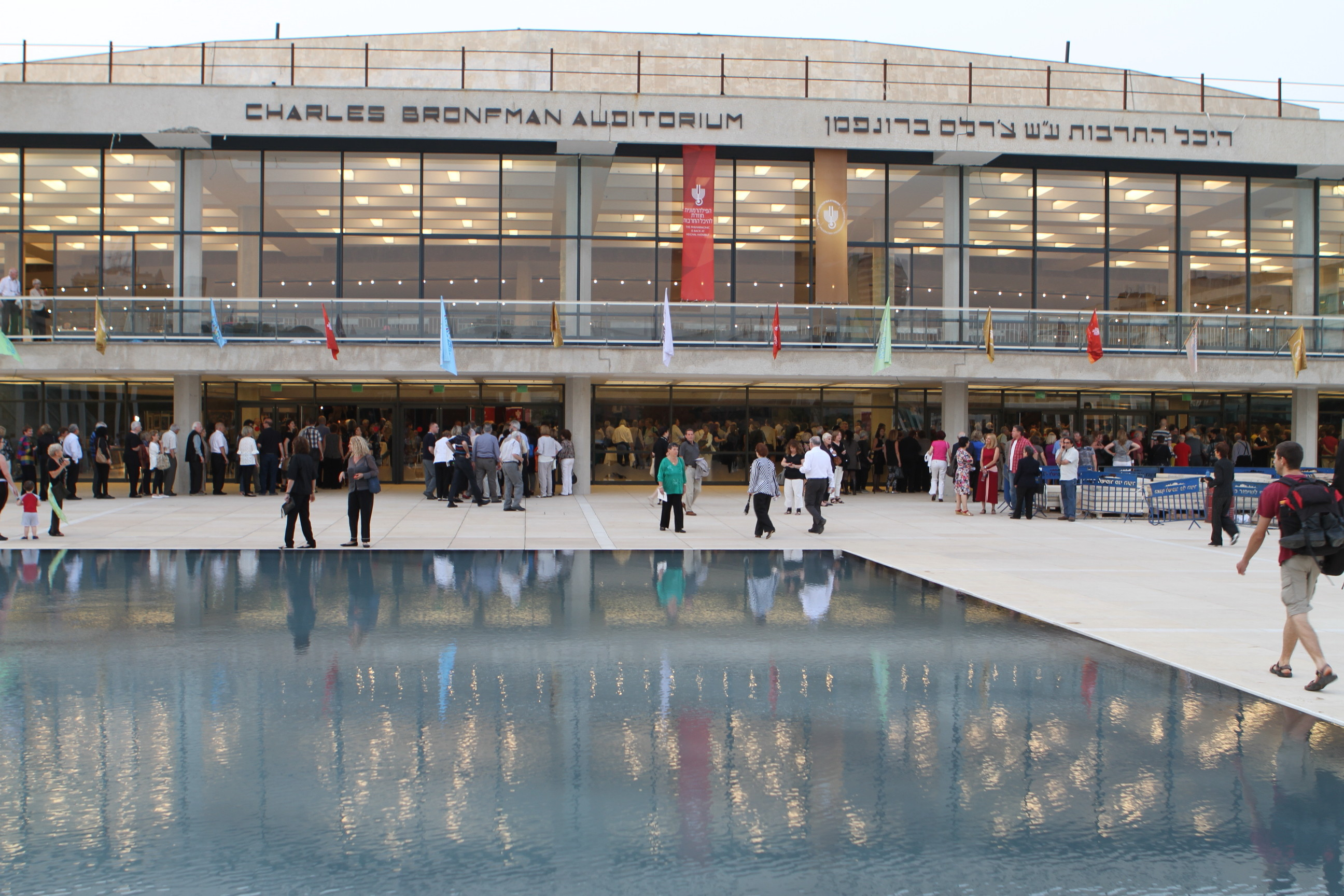
قاعة شارل برونفمان، تل أبيب

- قاعة شارل برونفمان، تل أبيب، 1957 [8]
- جناح هيلينا روبنشتاين للفن المعاصر، تل أبيب، 1952-1959 [9]
- متحف هرتسليا للفنون، 1975 [10]
- مركز تل أبيب للفنون الأدائية، 1994 [11]
- ميدان أتاريم، تل أبيب، 1975 [12]
- المركز اليهودي القومي للتعلم والقيادة، تل أبيب، 1976 [13]
- المكتبة المركزية، حرم جبل المشارف، الجامعة العبرية في القدس، 1981
- مستشفى الكرمل، حيفا [14]
- مسرح كاميري، تل أبيب
- مركز كابلان الطبي في رحوفوت، 1953 [15]

### فنادق

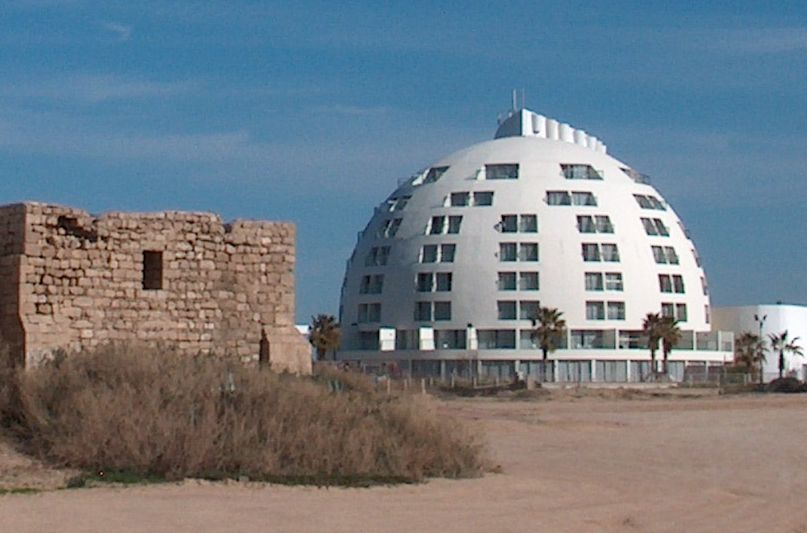
فندق هوليداي إن في عسقلان، صممه ريختر عام 1998.

- مصحة مفتاخيم، زخرون يعقوف، 1966
- هاشارون، هرتسليا بيتواخ، 1961
- تل أبيب هيلتون، 1965 [16]
- فندق هيرودز تل أبيب، 1972 [17]
- هيلتون القدس [18] (الآن فندق كراون بلازا القدس)، القدس، 1974 [19]
- فندق شيراتون تل أبيب، 1977
- كارلتون تل أبيب، 1980 [20]
- فندق الملك سليمان شيراتون (الآن فندق الملك سليمان)، القدس، 1981
- فندق لاروم (الآن فندق إنبال القدس)، القدس 1982 [21]
- هوليداي إن، عسقلان، 1998 [22]

## جوائز
- جائزة روكاش - لتصميمه «غان جاكوب» عام 1965.[23]
- جائزة إسرائيل للهندسة المعمارية - مُنحت لتصميم ريختر لمصحة ميفتاشيم في زخرون يعقوب، 1972.[24]
- جائزة آري إلحاناني، لتكامل الفن والعمارة - 1983.[25]